# Wenjia
Wenjia (kinesiska: 文家街道, 文家) är en socken i Kina. Den ligger i provinsen Shandong, i den östra delen av landet, omkring 150 kilometer öster om provinshuvudstaden Jinan. Antalet invånare är 58 312. Befolkningen består av 28 582 kvinnor och 29 730 män. Barn under 15 år utgör 15,0 %, vuxna 15-64 år 74 %, och äldre över 65 år 9,0 %.
Genomsnittlig årsnederbörd är 733 millimeter. Den regnigaste månaden är juli, med i genomsnitt 262 mm nederbörd, och den torraste är januari, med 9 mm nederbörd.